# Menars
Menars és un municipi francès, situat al departament del Loir i Cher i a la regió de Centre – Vall del Loira. L'any 2007 tenia 606 habitants.

## Demografia

### Població
El 2007 la població de fet de Menars era de 606 persones. Hi havia 266 famílies, de les quals 72 eren unipersonals (40 homes vivint sols i 32 dones vivint soles), 99 parelles sense fills, 75 parelles amb fills i 20 famílies monoparentals amb fills.
La població ha evolucionat segons el següent gràfic:
Habitants censats

### Habitatges
El 2007 hi havia 289 habitatges, 264 eren l'habitatge principal de la família, 10 eren segones residències i 15 estaven desocupats. 257 eren cases i 29 eren apartaments. Dels 264 habitatges principals, 205 estaven ocupats pels seus propietaris, 53 estaven llogats i ocupats pels llogaters i 6 estaven cedits a títol gratuït; 16 tenien dues cambres, 35 en tenien tres, 69 en tenien quatre i 144 en tenien cinc o més. 183 habitatges disposaven pel capbaix d'una plaça de pàrquing. A 104 habitatges hi havia un automòbil i a 143 n'hi havia dos o més.

### Piràmide de població
La piràmide de població per edats i sexe el 2009 era:
| Homes | Edats   | Dones |
| ----- | ------- | ----- |
| 0     | 95 o +  | 0     |
| 4     | 90 a 94 | 0     |
| 4     | 85 a 89 | 4     |
| 4     | 80 a 84 | 12    |
| 4     | 75 a 79 | 12    |
| 12    | 70 a 74 | 4     |
| 8     | 65 a 69 | 24    |
| 12    | 60 a 64 | 16    |
| 12    | 55 a 59 | 12    |
| 20    | 50 a 54 | 16    |
| 28    | 45 a 49 | 32    |
| 20    | 40 a 44 | 32    |
| 16    | 35 a 39 | 16    |
| 24    | 30 a 34 | 8     |
| 8     | 25 a 29 | 16    |
| 24    | 20 a 24 | 12    |
| 32    | 15 a 19 | 20    |
| 16    | 10 a 14 | 24    |
| 0     | 5 a 9   | 12    |
| 4     | 0 a 4   | 8     |

## Economia
El 2007 la població en edat de treballar era de 401 persones, 311 eren actives i 90 eren inactives. De les 311 persones actives 298 estaven ocupades (155 homes i 143 dones) i 13 estaven aturades (10 homes i 3 dones). De les 90 persones inactives 34 estaven jubilades, 33 estaven estudiant i 23 estaven classificades com a «altres inactius».

### Ingressos
El 2009 a Menars hi havia 263 unitats fiscals que integraven 654 persones, la mediana anual d'ingressos fiscals per persona era de 23.230 €.

### Activitats econòmiques
Dels 36 establiments que hi havia el 2007, 4 eren d'empreses de fabricació d'altres productes industrials, 6 d'empreses de construcció, 4 d'empreses de comerç i reparació d'automòbils, 1 d'una empresa de transport, 2 d'empreses d'hostatgeria i restauració, 4 d'empreses financeres, 4 d'empreses immobiliàries, 6 d'empreses de serveis, 2 d'entitats de l'administració pública i 3 d'empreses classificades com a «altres activitats de serveis».
Dels 6 establiments de servei als particulars que hi havia el 2009, 1 era una oficina de correu, 1 guixaire pintor, 1 fusteria, 1 lampisteria, 1 perruqueria i 1 restaurant.
Dels 2 establiments comercials que hi havia el 2009, 1 era una botiga de més de 120 m² i 1 una fleca.

## Equipaments sanitaris i escolars
El 2009 hi havia 1 escola elemental i 1 escola elemental integrada dins d'un grup escolar amb les comunes properes formant una escola dispersa.

## Poblacions més properes
El següent diagrama mostra les poblacions més properes.